# Jacob Lerche Johansen
Jacob Lerche Johansen, född den 2 september 1818 i Fredriksværn, död den 19 januari 1900, var en norsk militär och ämbetsman. Han var svärfar till Maximilian Schenström.
Johansen blev sekundlöjtnant i marinen 1839 och kapten 1868 samt 1870 chef för Karl Johans værns varv. Den 17 juni 1872 utnämndes han till statsråd och chef för Marine- og postdepartementet samt blev samma dag kommendör och 1879 konteramiral i marinen. I samband med statsrådssaken dömdes han till böter, medan övriga statsråd även förlorade sina ämbeten. Han kvarstod därför på sin post till den 28 maj 1884, då han efterträddes av Johan Koren. Därefter levde han som privatman.